# Savanncistikola
Savanncistikola (Cisticola eximius) är en fågel i familjen cistikolor inom ordningen tättingar. Den förekommer i kortvuxen gräsmark i ett band söder om Sahara i Afrika. Beståndet anses vara livskraftigt.

## Utseende och läte
Savanncistikolan är en mycket liten och kortstjärtad cistikola med streckad fjäderdräkt. Noterbart är rostfärgad övergump och varierat med rostrött på flankerna. Hane i häckningsdräkt har ostreckad roströd hjässa, medan hjässan hos honan och hane utanför häckningstid är streckad och ljusare brun. Sången består av en serie raspiga "chree" som utförs i sångflykt, ibland tillsammans med ett knäppande ljud från vingarna. Även explosiva grälande toner och ljusa gnälliga ljud kan höras.

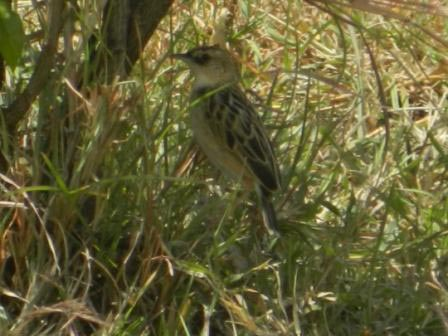
Hane.

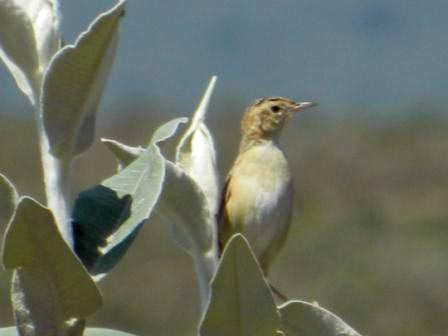
Hona.

## Utbredning och systematik
Savanncistikolan förekommer från Senegal till västligaste Kenya. Den delas in i tre underarter i två grupper, med följande utbredning:
- Cisticola eximius winneba – förekommer i kustnära Ghana (Winneba)
- eximius/occidens-gruppen
  - Cisticola eximius occidens – förekommer från södra Senegal till Sierra Leone, södra Mali och Nigeria
  - Cisticola eximius eximius – förekommer från norra Kongo-Kinshasa till Etiopien, västligaste Kenya och södra Centralafrikanska republiken

## Levnadssätt
Savanncistikolan hittas i kortvuxen gräsmark, framför allt i områden som är säsongvis översvämmade. Större delen av året lever den ett tillbakadraget liv, men kan ses under häckningstid när hanen utför sin spelflykt.

### Familjetillhörighet
Cistikolorna behandlades tidigare som en del av den stora familjen sångare (Sylviidae). Genetiska studier har dock visat att sångarna inte är varandras närmaste släktingar. Istället är de en del av en klad som även omfattar timalior, lärkor, bulbyler, stjärtmesar och svalor. Idag delas därför Sylviidae upp i ett antal familjer, däribland Cisticolidae.

## Status
Arten har ett stort utbredningsområde och beståndet anses stabilt. Internationella naturvårdsunionen IUCN listar den därför som livskraftig (LC).

## Namn
Cistikola är en försvenskning av det vetenskapliga släktesnamnet Cisticola som betyder "cistroslevande".